# Biblioteka Publiczna Miasta i Gminy Międzyrzecz

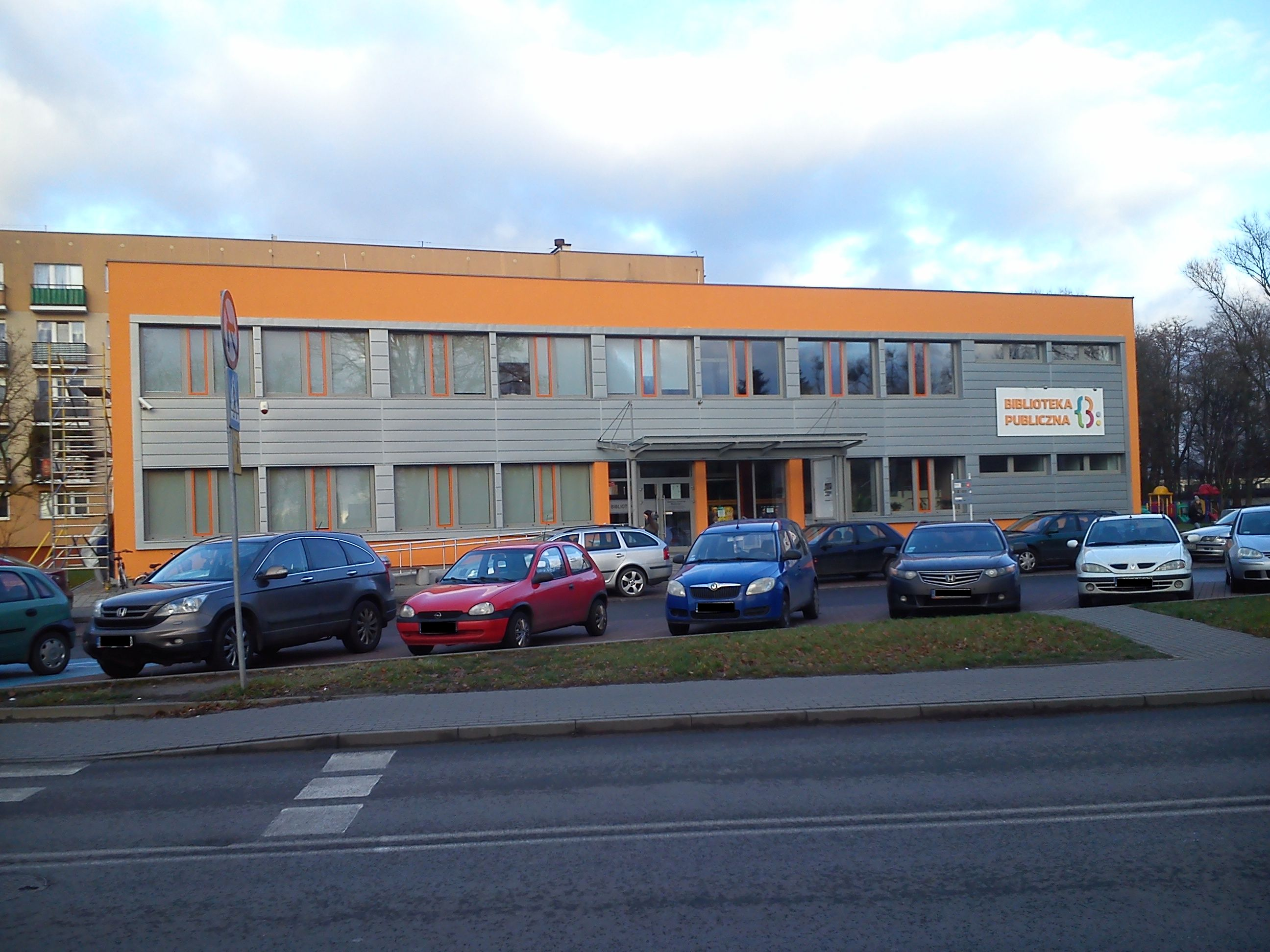
Budynek biblioteki

## Historia
Biblioteka publiczna w Międzyrzeczu została powołana jako Powiatowa Biblioteka Publiczna 28 września 1946 roku na wniosek inspektora szkolnego. Organizatorką i pierwszą jej kierowniczką została nauczycielka Halina Gielo.  Placówkę ulokowano w budynku ówczesnego Domu Społecznego przy ul. Kościelnej 9 (obecnie ul. Mieszka I). Meble biblioteczne, takie jak regały i stoły, zostały przewiezione z pałacu w Bobowicku. Początkowo w zbiorach znajdowały się tylko 44 woluminy pochodzące z darowizn.
Przy bibliotece istniał Punkt Biblioteczny nr 1, który obsługiwał mieszkańców. Z końcem stycznia 1948 r. zarejestrowano 310 czytelników, we wrześniu liczba ta wynosiła 10% ówczesnych mieszkańców miasta. 
W 1947 r. przy Bibliotece Powiatowej utworzono Miejską Bibliotekę Publiczną, która po roku została przeniesiona do większego lokalu w ratuszu. Ze względu na powierzchnię można było zorganizować tam czytelnię mieszczącą 20 miejsc. Pierwszym kierownikiem tej placówki była Zofia Pąchalska. W 1954 bibliotekę przeniesiono na ulicę Ściegiennego 7. 
W 1955 r. połączono obie biblioteki. Nowo powstała Powiatowa i Miejska Biblioteka Publiczna zyskała tym samym większy księgozbiór oraz większą liczbę pracowników. Od 1959 r. biblioteka pełniła merytoryczne funkcje biblioteki gminnej, prowadziła działalność instruktażową oraz szkoleniową dla filii w Bobowicku, Kaławie i Kursku.
Placówka wielokrotnie zmieniała siedzibę oraz nazwę. W 1975 r. połączona została z Pedagogiczną Biblioteką Powiatową. 27 września przeniesiono ją do nowego budynku przy ul. Armii Czerwonej 33 (obecnie ul. Konstytucji 3 Maja). Mieściła się tam wypożyczalnia dla dorosłych, wypożyczalnia dla dzieci, czytelnia oraz większa niż dotychczas powierzchnia magazynowa. W tym czasie biblioteka posiadała około 35 tysięcy woluminów i 1793 zarejestrowanych czytelników. Pod koniec 1984 r. księgozbiór liczył 53 177 woluminów oraz 363 dokumenty audiowizualne. 
W 1982 r. utworzono oddział dziecięcy w szpitalu, punkt biblioteczny przy szkole specjalnej, spółdzielni mieszkaniowej i sezonowy punkt biblioteczny w ośrodku wypoczynkowym nad jeziorem Głębokim.
Obecnie Biblioteka Publiczna Miasta i Gminy w Międzyrzeczu jest częścią Międzyrzeckiego Ośrodka Kultury. W jej skład wchodzą: oddział dla dorosłych, czytelnia dla dorosłych, oddział dla dzieci, czytelnia dla dzieci oraz księgozbiór pedagogiczny. Biblioteka posiada filie w okolicznych wsiach (Bukowcu, Bobowicku, Kaławie, Kursku) oraz punkty biblioteczne działające w Domu Pomocy Społecznej i międzyrzeckich przedszkolach. Sprawuje też nadzór merytoryczny nad bibliotekami miejskimi w Trzcielu, Pszczewie, Bledzewie, Skwierzynie, Przytocznej).

## Działalność biblioteki
Od początków działalności biblioteka prowadzi dodatkowe akcje, przez które stara się dotrzeć jak najszerzej do czytelnika. Obecnie są to:
- Książka na telefon
- Czytelnia internetowa IKONKA
- obsługa wypożyczeń międzybibliotecznych
- przygotowywanie tematycznych zestawień bibliograficznych
- branie udział w akcjach propagujących czytelnictwo (Narodowe Czytanie, Ogólnopolski Tydzień Czytania Dzieciom, Noc Bibliotek)
- Dyskusyjny Klub Książki, który organizuje spotkania z autorami (gośćmi byli m.in. Kazimiera Iłłakowiczówna, Władysław Korcz, Julian Przyboś, Jakub Porada, Wojciech Cesarz, Jan Edward Czachor, Wojciech Widłak).